# Мзас
Мзас (в верховье — Берёзовая) — река в России, протекает в Кемеровской области. Устье реки находится в 30 км по левому берегу реки Мрассу. Длина реки составляет 35 км.
В месте впадения  притока р. Унзас стоит посёлок Берёзовый.

## Притоки
- 3 км: Чуазас
- 12 км: б/н
- 20 км: Унзас
- 21 км: Шигинак

## Данные водного реестра
По данным государственного водного реестра России относится к Верхнеобскому бассейновому округу, водохозяйственный участок реки — Томь от истока до города Новокузнецк, без реки Кондома, речной подбассейн реки — Томь. Речной бассейн реки — (Верхняя) Обь до впадения Иртыша.